# ネイロ
ネイロ株式会社（英: Neilo Inc.）は、日本のコンピュータゲームメーカー。コンピュータエンターテインメント協会正会員。
2010年9月に設立。2022年10月にフューチャーのグループ会社となる。 

## 開発タイトル
- orgarhythm（オルガリズム）：開発（発売：アクワイア）
- orgarhythm（オルガリズム）THD：開発（発売：アクワイア）
- Klee（クレー）〜月ノ雫舞う街より〜：開発（運営：アエリア）
- LEFT4DEAD -生存者たち-　アーケード版：開発（メーカー：タイトー）
- ラブライブ! スクールアイドルフェスティバル 〜after school ACTIVITY〜：企画・開発（制作・ 監修・運営：スクウェア・エニックス / ブシロード）
- 無人戦争2099：開発（DONUTSと共同開発、発売：DONUTS）
- 電車でGO!!：開発（メーカー：タイトー）
- ポケモンクエスト：ネットワークプログラム開発・プログラム開発支援
- LITTLE FRIENDS - DOGS & CATS -　リトルフレンズ：開発（発売：イマジニア）
- ダイダロス：ジ・アウェイクニング・オブ・ゴールデンジャズ：開発（発売：アークシステムワークス）
- マギマルと魔法使いの学園：開発・運営[1]
- スカーレッドサルベーション：開発（発売：コンパイルハート）
- 終天教団：開発（発売：EXNOA）